# Weltmeisterschaften im Gewichtheben 2015

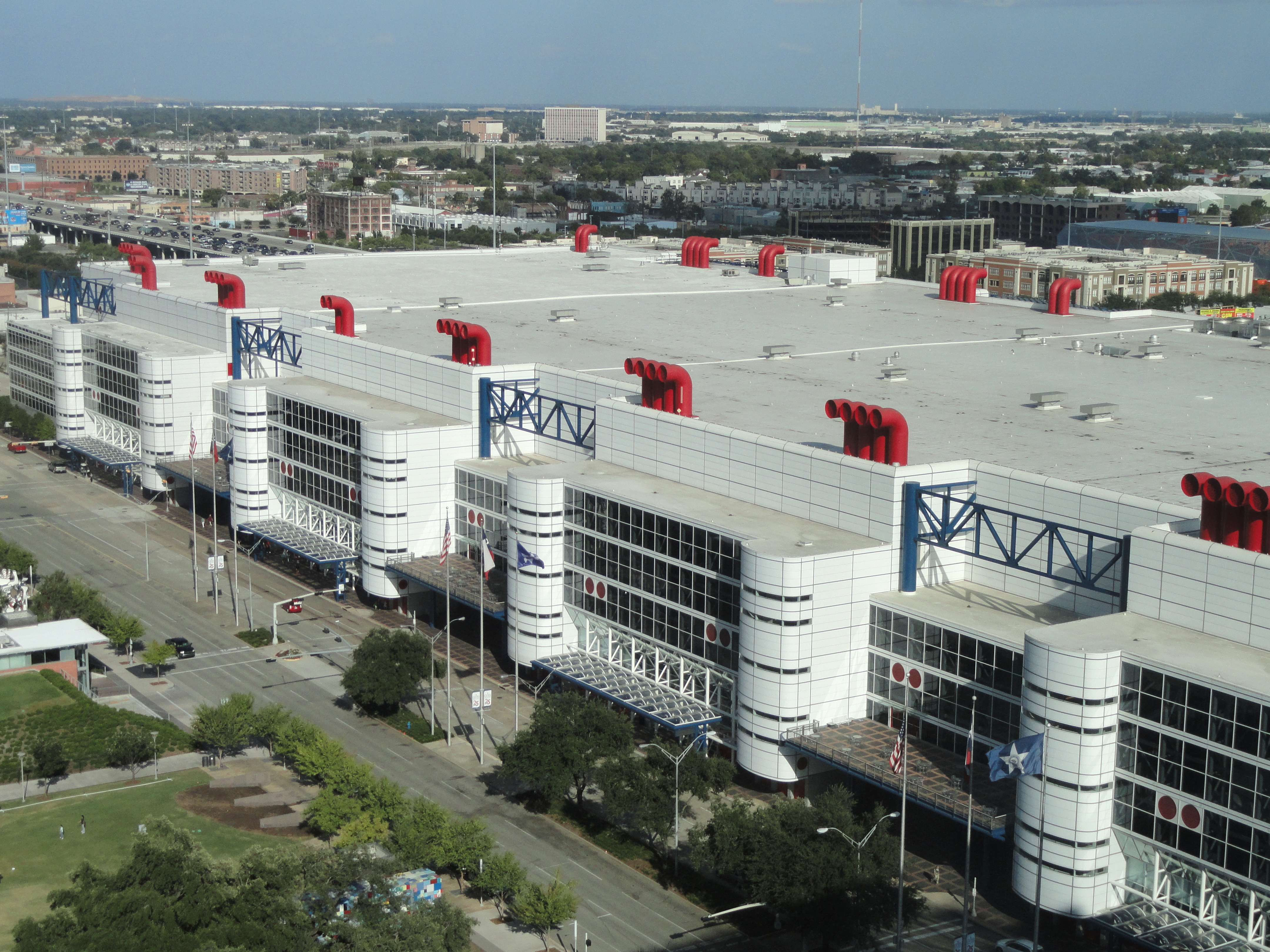
George R. Brown Convention Center

Die Weltmeisterschaften im Gewichtheben 2015 fanden vom 20. bis zum  28. November in Houston in den USA statt. Austragungsstätte war das George R. Brown Convention Center. Es waren die 82. Weltmeisterschaften der Männer und die 25. der Frauen, an denen 609 Athleten aus 98 Ländern teilgenommen haben.

## Medaillengewinner

### Männer

#### Klasse bis 56 kg
| Disziplin | Gold        | Gold   | Silber         | Silber | Bronze         | Bronze |
| --------- | ----------- | ------ | -------------- | ------ | -------------- | ------ |
| Zweikampf | Om Yun-chol | 302 kg | Wu Jingbiao    | 302 kg | Thach Kim Tuấn | 287 kg |
| Reißen    | Wu Jingbiao | 139 kg | Aril Tschontej | 132 kg | Om Yun-chol    | 131 kg |
| Stoßen    | Om Yun-chol | 171 kg | Wu Jingbiao    | 163 kg | Nestor Colonia | 158 kg |

#### Klasse bis 62 kg
| Disziplin | Gold       | Gold   | Silber     | Silber | Bronze           | Bronze |
| --------- | ---------- | ------ | ---------- | ------ | ---------------- | ------ |
| Zweikampf | Chen Lijun | 333 kg | Kim Un-guk | 328 kg | Valentin Hristov | 317 kg |
| Reißen    | Kim Un-guk | 151 kg | Chen Lijun | 150 kg | Valentin Hristov | 141 kg |
| Stoßen    | Chen Lijun | 185 kg | Kim Un-guk | 177 kg | Valentin Hristov | 176 kg |

Der turkmenische Gewichtheber Ümürbek  Bazarbaýew war in Houston positiv auf anabole Steroide getestet und für vier Jahre bis zum 10. Dezember 2019 gesperrt worden.

#### Klasse bis 69 kg
| Disziplin | Gold              | Gold   | Silber          | Silber | Bronze            | Bronze |
| --------- | ----------------- | ------ | --------------- | ------ | ----------------- | ------ |
| Zweikampf | Shi Zhiyong       | 348 kg | Oleg Tschen     | 344 kg | Daniyar İsmayilov | 343 kg |
| Reißen    | Daniyar İsmayilov | 160 kg | Oleg Tschen     | 160 kg | Shi Zhiyong       | 158 kg |
| Stoßen    | Shi Zhiyong       | 190 kg | Firidun Gulijew | 188 kg | Kim Myong-hyok    | 187 kg |

Der deutsche Teilnehmer Simon Brandhuber landete mit 306 kg im Zweikampf auf dem 20. Platz.

#### Klasse bis 77 kg
| Disziplin | Gold             | Gold   | Silber              | Silber | Bronze              | Bronze |
| --------- | ---------------- | ------ | ------------------- | ------ | ------------------- | ------ |
| Zweikampf | Nischat Rachimow | 372 kg | Mohamed Ihab        | 363 kg | Andranik Karapetjan | 363 kg |
| Reißen    | Lu Xiaojun       | 175 kg | Andranik Karapetjan | 167 kg | Nischat Rachimow    | 165 kg |
| Stoßen    | Nischat Rachimow | 207 kg | Mohamed Ihab        | 201 kg | Andranik Karapetjan | 196 kg |

Die Medaillengewinner Kim Kwang-song (Nordkorea) und Elchan Aligulizada (Aserbaidschan) wurden im Nachgang der WM des Dopings überführt und mussten ihre Medaillen abgeben.

#### Klasse bis 85 kg
| Disziplin | Gold          | Gold   | Silber           | Silber | Bronze           | Bronze |
| --------- | ------------- | ------ | ---------------- | ------ | ---------------- | ------ |
| Zweikampf | Artjom Okulow | 391 kg | Kianoush Rostami | 387 kg | Apti Auchadow    | 380 kg |
| Reißen    | Tian Tao      | 178 kg | Artjom Okulow    | 176 kg | Kianoush Rostami | 173 kg |
| Stoßen    | Artjom Okulow | 215 kg | Kianoush Rostami | 214 kg | Apti Auchadow    | 212 kg |

#### Klasse bis 94 kg
| Disziplin | Gold            | Gold   | Silber            | Silber | Bronze               | Bronze |
| --------- | --------------- | ------ | ----------------- | ------ | -------------------- | ------ |
| Zweikampf | Wadsim Stralzou | 405 kg | Almas Uteschow    | 402 kg | Zhassulan Kydyrbajew | 399 kg |
| Reißen    | Alexej Kosow    | 181 kg | Aurimas Didžbalis | 180 kg | Zhassulan Kydyrbajew | 178 kg |
| Stoßen    | Wadsim Stralzou | 230 kg | Almas Uteschow    | 230 kg | Zhassulan Kydyrbajew | 221 kg |

#### Klasse bis 105 kg
| Disziplin | Gold                  | Gold   | Silber                | Silber | Bronze               | Bronze |
| --------- | --------------------- | ------ | --------------------- | ------ | -------------------- | ------ |
| Zweikampf | Alexander Sajtschikow | 421 kg | Dawid Bedschanjan     | 411 kg | Artūrs Plēsnieks     | 405 kg |
| Reißen    | Ivan Efremov          | 192 kg | Alexander Sajtschikow | 191 kg | Simon Martirosjan    | 186 kg |
| Stoßen    | Dawid Bedschanjan     | 231 kg | Alexander Sajtschikow | 230 kg | Sardorbek Dusmurotow | 228 kg |

#### Klasse über 105 kg
| Disziplin | Gold             | Gold   | Silber            | Silber | Bronze            | Bronze |
| --------- | ---------------- | ------ | ----------------- | ------ | ----------------- | ------ |
| Zweikampf | Alexej Lowtschew | 475 kg | Lascha Talachadse | 454 kg | Mart Seim         | 438 kg |
| Reißen    | Alexej Lowtschew | 211 kg | Lascha Talachadse | 207 kg | Gor Minasjan      | 203 kg |
| Stoßen    | Alexej Lowtschew | 264 kg | Mart Seim         | 248 kg | Lascha Talachadse | 247 kg |

### Frauen

#### Klasse bis 48 kg
| Disziplin | Gold         | Gold   | Silber          | Silber | Bronze          | Bronze |
| --------- | ------------ | ------ | --------------- | ------ | --------------- | ------ |
| Zweikampf | Jiang Huihua | 198 kg | Vuong Thi Huyen | 194 kg | Hiromi Miyake   | 193 kg |
| Reißen    | Jiang Huihua | 88 kg  | Vuong Thi Huyen | 85 kg  | Hiromi Miyake   | 85 kg  |
| Stoßen    | Ri Song-gum  | 110 kg | Jiang Huihua    | 110 kg | Vuong Thi Huyen | 109 kg |

#### Klasse bis 53 kg
| Disziplin | Gold          | Gold   | Silber        | Silber | Bronze       | Bronze |
| --------- | ------------- | ------ | ------------- | ------ | ------------ | ------ |
| Zweikampf | Hsu Shu-ching | 221 kg | Chen Xiaoting | 221 kg | Hidilyn Diaz | 213 kg |
| Reißen    | Chen Xiaoting | 101 kg | Hsu Shu-ching | 96 kg  | Hidilyn Diaz | 96 kg  |
| Stoßen    | Hsu Shu-ching | 125 kg | Chen Xiaoting | 120 kg | Hidilyn Diaz | 117 kg |

#### Klasse bis 58 kg
| Disziplin | Gold            | Gold   | Silber        | Silber | Bronze           | Bronze |
| --------- | --------------- | ------ | ------------- | ------ | ---------------- | ------ |
| Zweikampf | Boyanka Kostova | 252 kg | Deng Mengrong | 245 kg | Kuo Hsing-chun   | 237 kg |
| Reißen    | Boyanka Kostova | 112 kg | Deng Mengrong | 108 kg | Sukanya Srisurat | 106 kg |
| Stoßen    | Boyanka Kostova | 140 kg | Deng Mengrong | 137 kg | Kuo Hsing-chun   | 133 kg |

#### Klasse bis 63 kg
| Disziplin | Gold     | Gold   | Silber       | Silber | Bronze             | Bronze |
| --------- | -------- | ------ | ------------ | ------ | ------------------ | ------ |
| Zweikampf | Deng Wei | 259 kg | Tima Turiewa | 248 kg | Choe Hyo-sim       | 243 kg |
| Reißen    | Deng Wei | 113 kg | Tima Turiewa | 112 kg | Karina Goritschewa | 112 kg |
| Stoßen    | Deng Wei | 146 kg | Choe Hyo-sim | 139 kg | Tima Turiewa       | 135 kg |

#### Klasse bis 69 kg
| Disziplin | Gold         | Gold   | Silber               | Silber | Bronze              | Bronze |
| --------- | ------------ | ------ | -------------------- | ------ | ------------------- | ------ |
| Zweikampf | Xiang Yanmei | 263 kg | Schasira Schapparkul | 256 kg | Anastasija Romanowa | 253 kg |
| Reißen    | Xiang Yanmei | 120 kg | Ryo Un-hui           | 116 kg | Anastasija Romanowa | 116 kg |
| Stoßen    | Xiang Yanmei | 143 kg | Schasira Schapparkul | 140 kg | Anastasija Romanowa | 137 kg |

#### Klasse bis 75 kg
| Disziplin | Gold        | Gold   | Silber       | Silber | Bronze              | Bronze |
| --------- | ----------- | ------ | ------------ | ------ | ------------------- | ------ |
| Zweikampf | Kang Yue    | 282 kg | Rim Jong-sim | 280 kg | Olga Subowa         | 276 kg |
| Reißen    | Kang Yue    | 127 kg | Rim Jong-sim | 125 kg | Swetlana Podobedowa | 121 kg |
| Stoßen    | Olga Subowa | 156 kg | Rim Jong-sim | 155 kg | Kang Yue            | 155 kg |

#### Klasse über 75 kg
| Disziplin | Gold               | Gold   | Silber      | Silber | Bronze                 | Bronze |
| --------- | ------------------ | ------ | ----------- | ------ | ---------------------- | ------ |
| Zweikampf | Tatjana Kaschirina | 333 kg | Meng Suping | 325 kg | Kim Kuk-hyang          | 298 kg |
| Reißen    | Tatjana Kaschirina | 148 kg | Meng Suping | 145 kg | Chitchanok Pulsabsakul | 136 kg |
| Stoßen    | Tatjana Kaschirina | 185 kg | Meng Suping | 180 kg | Kim Kuk-hyang          | 168 kg |

## Medaillenspiegel
Nur Zweikampfmedaillen
| Rang  | Land                | Gold | Silber | Bronze | Gesamt |
| ----- | ------------------- | ---- | ------ | ------ | ------ |
| 1     | Volksrepublik China | 6    | 4      | 0      | 10     |
| 2     | Russland            | 3    | 3      | 3      | 9      |
| 3     | Kasachstan          | 2    | 2      | 1      | 5      |
| 4     | Nordkorea           | 1    | 3      | 2      | 6      |
| 5     | Aserbaidschan       | 1    | 0      | 1      | 2      |
| 5     | Chinesisch Taipeh   | 1    | 0      | 1      | 2      |
| 7     | Belarus             | 1    | 0      | 0      | 1      |
| 8     | Vietnam             | 0    | 1      | 1      | 2      |
| 9     | Iran                | 0    | 1      | 0      | 1      |
| 9     | Georgien            | 0    | 1      | 0      | 1      |
| 11    | Ägypten             | 0    | 0      | 1      | 1      |
| 11    | Estland             | 0    | 0      | 1      | 1      |
| 11    | Japan               | 0    | 0      | 1      | 1      |
| 11    | Lettland            | 0    | 0      | 1      | 1      |
| 11    | Philippinen         | 0    | 0      | 1      | 1      |
| 11    | Türkei              | 0    | 0      | 1      | 1      |
| Total | Total               | 15   | 15     | 15     | 45     |

Medaillen gesamt (Reißen + Stoßen)
| Rang  | Land                | Gold | Silber | Bronze | Gesamt |
| ----- | ------------------- | ---- | ------ | ------ | ------ |
| 1     | Volksrepublik China | 18   | 12     | 2      | 32     |
| 2     | Russland            | 11   | 6      | 7      | 24     |
| 3     | Nordkorea           | 4    | 9      | 5      | 18     |
| 4     | Kasachstan          | 3    | 7      | 5      | 15     |
| 5     | Aserbaidschan       | 3    | 2      | 3      | 8      |
| 6     | Chinesisch Taipeh   | 2    | 1      | 2      | 5      |
| 7     | Belarus             | 2    | 0      | 0      | 2      |
| 8     | Türkei              | 1    | 0      | 1      | 2      |
| 8     | Usbekistan          | 1    | 0      | 1      | 2      |
| 10    | Vietnam             | 0    | 2      | 2      | 4      |
| 11    | Iran                | 0    | 2      | 1      | 3      |
| 11    | Georgien            | 0    | 2      | 1      | 3      |
| 13    | Estland             | 0    | 1      | 1      | 2      |
| 14    | Litauen             | 0    | 1      | 0      | 1      |
| 15    | Philippinen         | 0    | 0      | 4      | 4      |
| 16    | Armenien            | 0    | 0      | 3      | 3      |
| 17    | Ägypten             | 0    | 0      | 2      | 2      |
| 17    | Japan               | 0    | 0      | 2      | 2      |
| 17    | Thailand            | 0    | 0      | 2      | 2      |
| 20    | Lettland            | 0    | 0      | 1      | 1      |
| Total | Total               | 45   | 45     | 45     | 135    |

## Doping
Bei den Weltmeisterschaften 2015 lag die Verantwortung der Durchführung von Dopingproben erstmals bei der US-Anti-Doping-Agentur USADA, statt bei der HUNADO wie jahrelang zuvor. Es gab mit insgesamt 24 Dopingfällen mehr als bei jeder anderen Weltmeisterschaft zuvor.